# Jardim do Príncipe Real

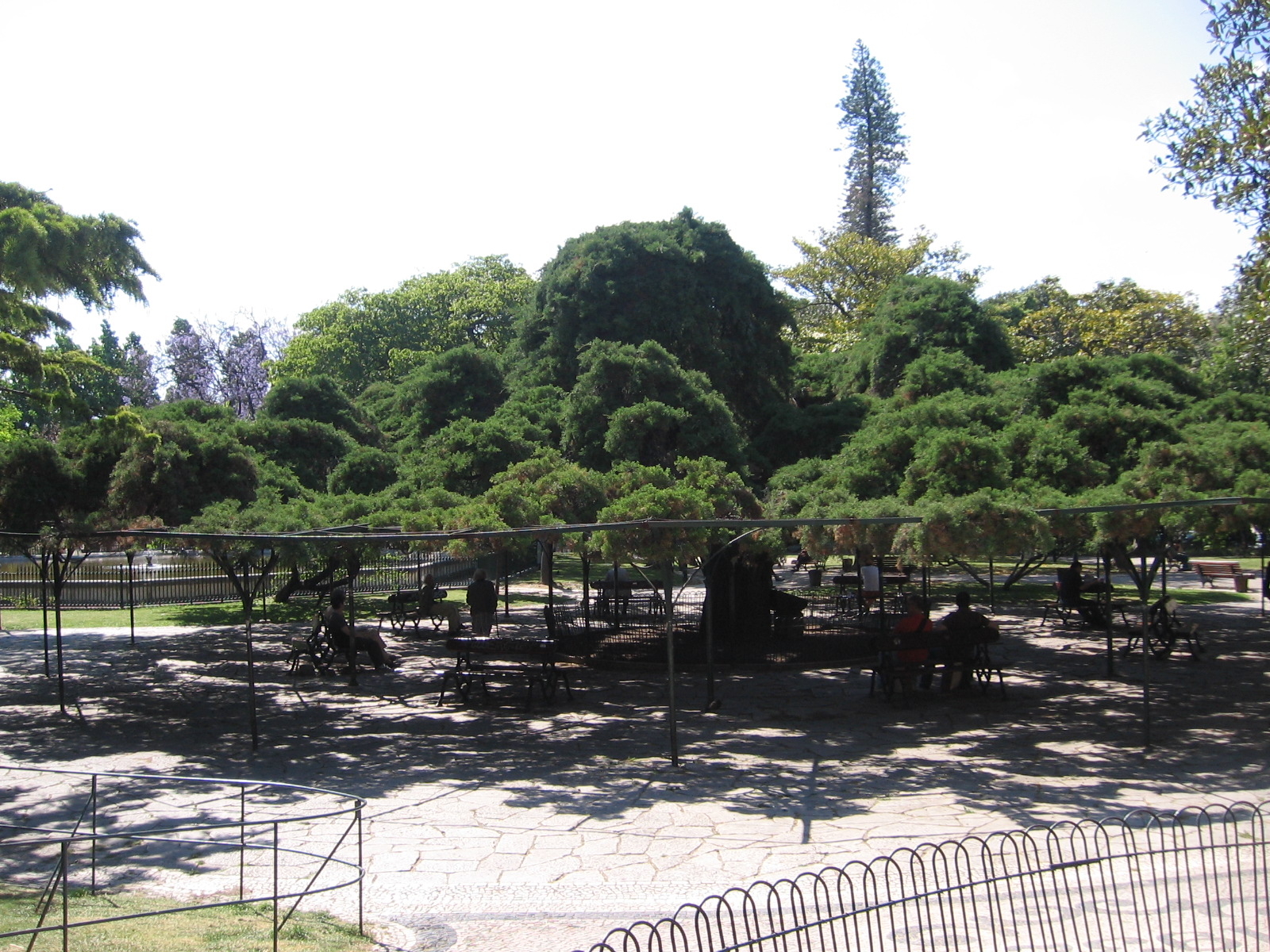

Der Jardim do Príncipe Real ist eine Parkanlage im Zentrum der portugiesischen Hauptstadt Lissabon. Er wurde in der Mitte der Praça do Príncipe Real in der Stadtgemeinde Mercês angelegt und umfasst etwa 1,1 ha.
Zum alten Baumbestand zählt eine Mexikanische Zypresse (Cupressus lusitanica) mit einem Baumkronendurchmesser von 23 Metern. Unter dem Platz befindet sich der Reservatório da Patriarcal.